# Transbetxí
El Rally Transbetxí es un rally de motocultores que se organiza cada año el segundo fin de semana de Pascua en Betxí, provincia de Castellón (España).
El tramo cronometrado prólogo se resliza el viernes a partir de las 23:30h en un circuito cerrado. Las restantes etapas se realizan el sábado por los términos rurales y forestales de la localidad y en localidades vecinas, como Onda y Artana.
En este deporte tan peculiar es muy importante la coordinación del equipo, ya que el copiloto debe hacer contrapeso en las curvas para que el vehículo no vuelque, y la asistencia -formada normalmente por amigos del piloto- debe llevar consigo la gasolina para poder continuar el siguiente tramo.
En este rally convive un espíritu competitivo y otro totalmente festivo, tan típico y nombroso en esta zona de la comunidad valenciana.

## Historia
Los motocultores, conocidos localmente como motorets, siempre habían tenido dos usos: como medio de transporte de casa al campo y, una vez allí, cambiando las ruedas por un arado, como máquina para labrar la tierra.
Desde 1989, no obstante, son el eje del Rally Transbetxí, una forma de manifestarse cultural y deportivamente. Todo empezó como una broma entre amigos que se decidieron a emprender la aventura de aquello que nadie sabía con certeza lo que resultaría. El empujón final lo dio Ramón Cardona, en aquel momento Regidor de deportes de la localidad, pero todo esto no hubiera sido posible sin las asociaciones organizadoras que se han hecho cargo del evento en alguna etapa de su historia (GDO, GTPB, AFH o RCB) así como la confianza y el apoyo de todas las corporaciones municipales, patrocinadores, etc.
En las primeras ediciones de la competición había muy pocos vehículos, pero año tras año el número de motorets participantes iba en aumento y se empezaron a introducir modificaciones técnicas, ya que los motocultores no están preparados de fábrica para alcanzar grandes velocidades, y mucho menos para competir. Por eso, los participantes someten el motor y el chasis a profundas modificaciones técnicas, lo cual ocasiona, a veces, algunos problemas, que siempre se resuelven con la ayuda del equipo.
En los últimos años han participado equipos femeninos, que se empiezan a animar a vivir la competición desde dentro. Los equipos participantes recorren una serie de tramos cronometrados durante tres días intensos por caminos abruptos y estrechos de parajes naturales como la Sierra de Espadán.
La organización del Transbetxí, aunque cuenta con el apoyo del Ayuntamiento y el patrocinio de la Caja Rural de la localidad, corre a cargo de la asociación cultural 'Rally Club Betxí', que establece puestos de control en las salidas, puntos claves y metas de cada tramo.
La competición ha recibido galardones como el "Premio Jaime I / Betxinenses del año 2002" y forma parte de la Federación Valenciana de Motociclismo.

## Ganadores
(Año - Equipo / Piloto - Copiloto)
- 1989 - Els cansats / David Gumbau - Fernando Almela
- 1990 - Llepar / Oscar Arnandis - José Peris
- 1991 - Cope-Alas / J. Carlos Albiach - Miguel Pitarch
- 1992 - Renault-Chapi Betxí / Vicent Pallarés - Natxo Franch
- 1993 - Els amics / Jesús de la Rosa - Francisco Marco
- 1994 - Els amics / Jesús de la Rosa - Francisco Marco
- 1995 - 100 x 100 coneixement / Rubén López - Juan L. Palomo
- 1996 - Els amics / Tomás Guirao - Jesús Montalban
- 1997 - Equip Competición AEA / Tomás Guirao - Jesús Montalban
- 1998 - Ricma Renault Aplimec / Francisco Montoliu - Joaquín Remolar
- 1999 - Gemac-Terval / César Doñate - David Pi
- 2000 - Ricma-Renault-Sumetal / Francisco Montoliu - Joaquín Remolar
- 2001 - Ideas Servirueda / Oscar Pi - Jaime García
- 2002 - Penya Forat / Miguel A. Orta - Carlos Alonso
- 2003 - Set i Deu-Sevilla-Tuxon / Víctor Moya - Fernando Arroyo
- 2004 - WFM Menfis-Tuxon-Sevilla / Víctor Moya - Fernando Arroyo
- 2005 - Servirueda-Corre Corre / Oscar Pi - Jaime García
- 2006 - Servirueda-Corre Corre / Oscar Pi - Carlos Gimeno
- 2007 - Ferreria-Vilavella Motors / José Manuel Martínez - Pedro Pi
- 2008 - WFM-Rest Menfis-TAS-EDI-PEYVI / Víctor Moya - Fernando Arroyo
- 2009 - GEMAC-CRG-TRANSNEAR-DRU DRU / Javier Moreno Molina - Alfonso Ramírez García
- 2010 - DIVER SPORT / David Pi Duran - Alfonso Franch Remolar
- 2011 - TTES. MOYA Y EL TRAVILI / Víctor Moya - Esteban Moya
- 2012 - J3 VERTICAL-CART. LA PLANA / José Vedrí Piquer - Andrés Ramírez Piquer
- 2013 - J3 VERTICAL-CART. LA PLANA / José Vedrí Piquer - Andrés Ramírez Piquer
- 2014 - J3 VERTICAL-CART. LA PLANA / José Vedrí Piquer - Andrés Ramírez Piquer
- 2015 - DUES MANS - CART. LA PLANA / José Vedrí Piquer - Andrés Ramírez Piquer
- 2016 - DUES MANS - CART. LA PLANA - KS / José Vedrí Piquer - Andrés Ramírez Piquer